# Argensola (Castellnou de Bages)
Argensola es una entidad de población española del municipio de Castellnou de Bages, perteneciente a la provincia de Barcelona, en la comunidad autónoma de Cataluña.

## Toponimia
El lugar puede encontrarse referido como Argensola y Santa Eulalia de Argensola.

## Historia
Hacia mediados del siglo XIX, el lugar estaba despoblado. Aparece descrito en el segundo volumen del Diccionario geográfico-estadístico-histórico de España y sus posesiones de Ultramar de Pascual Madoz con las siguientes palabras:

ARGENSOLA (Sta. Eulalia de): desp. de la prov., aud. terr. y c. g. de Barcelona, part. jud. y adm. de rent. de Manresa, dióc. de Solsona: sit. á la márg. izq. del r. Tordell sobre un elevado cerro, con cielo alegre y despejada atmósfera; desde el punto que ocupa se descubre un dilatado y hermoso horizonte, y le combaten libremente los vientos; se ignora la causa que motivó su despoblacion, aunque se deja conocer datar de época muy remota; debió ser pobl. de alguna importancia, segun se deduce por algunos vestigios que todavia se conservan: en el dia ha reemplazado á la pobl. 1 ermita bajo la advocacion de Sta. Eulalia, que pudo ser muy bien su igl. parr., hoy sufragánea de Castellon de Bagés: confina el térm. por el N. con el de San Cugat del Racó, por el E. con el de Castellnon de Bagés, por el S. con el de Suria, y por el O. con el de Castelladral: su jurisd., que hasta hace poco fué independiente, quedó agregada á la de San Cugat del Racó (V.).
(Madoz, 1845, p. 546)

En 2023, la entidad singular de población de Argensola, ahora perteneciente al municipio de Castellnou de Bages, tenía empadronados 15 habitantes, todos ellos en diseminado.